# Вариссаари
Вариссаари (Вариссари, Варис, фин. Varissaari) — маленький остров в юго-восточной Финляндии. Расположен в проливе Руотсинсальми Финского залива Балтийского моря к югу от острова Котка, на котором расположен центр города Котка, к юго-западу от города Хамина (Фредриксгамн), к западу от острова Кутсало и к северо-западу от острова Кирконма, близ границы с Россией. Административно относится к общине Котка в области Кюменлааксо.

## История
Пролив Свенсксунд (швед. Svensksund — Шведский пролив) или Руотсинсальми между островами Котка и Кутсало, где расположен Вариссаари, примечателен в историческом отношении. 13 (24) августа 1789 года здесь состоялось первое Роченсальмское сражение. 86 русских кораблей атаковали 62 корабля и 24 транспорта шведов и победили. 28 июня (9 июля) — 29 июня (10 июля) 1790 года состоялось второе Роченсальмское сражение, в котором победили шведы. 

## Достопримечательности
На острове Вариссаари установлен монумент в память о втором Роченсальмском сражении и выставлены обломки и вещи с гребного фрегата «Св. Николай», поднятые водолазами. Погибший в начале второго Роченсальмского сражения корабль был обнаружен в 1948 году на глубине 16 м. Является одним из 8 однотипных кораблей, спущенных 23 апреля 1790 года в Кронштадте. Размеры всех кораблей одинаковы: длина 130 футов, ширина 32 фута (без обшивки), глубина трюма 11 футов. Находки хранятся в двух специально для этого построенных складах-сараях. Поднятые водолазами пушки на собственных лафетах выставлены в летнем кафе «Fort Elisabeth», откуда открывается вид на пролив. Всего в кафе установлено десять пушек 18-фунтового калибра, одна 12-фунтового и шесть 6-фунтового. Семь из этих пушек стоят между столиками. Ещё одна пушка 24-фунтового калибра стоит у причала для пассажирских катеров. Всего на острове 18 пушек с фрегата.
На острове Вариссаари расположен форт «Елизавета», названный по имени императрицы Елизаветы Петровны. Форт «Слава» на Кукоури, форт «Екатерина» на острове Котка и форт «Елизавета» на острове Вариссаари построены по приказу императрицы Екатерины II после окончания русско-шведской войны (1788—1790) как часть цепи крепостей в Финском заливе для защиты от шведов. Форты были разрушены англичанами в 1855 году во время Крымской войны. Форт «Елизавета» восстанавливается.

Вариссаари
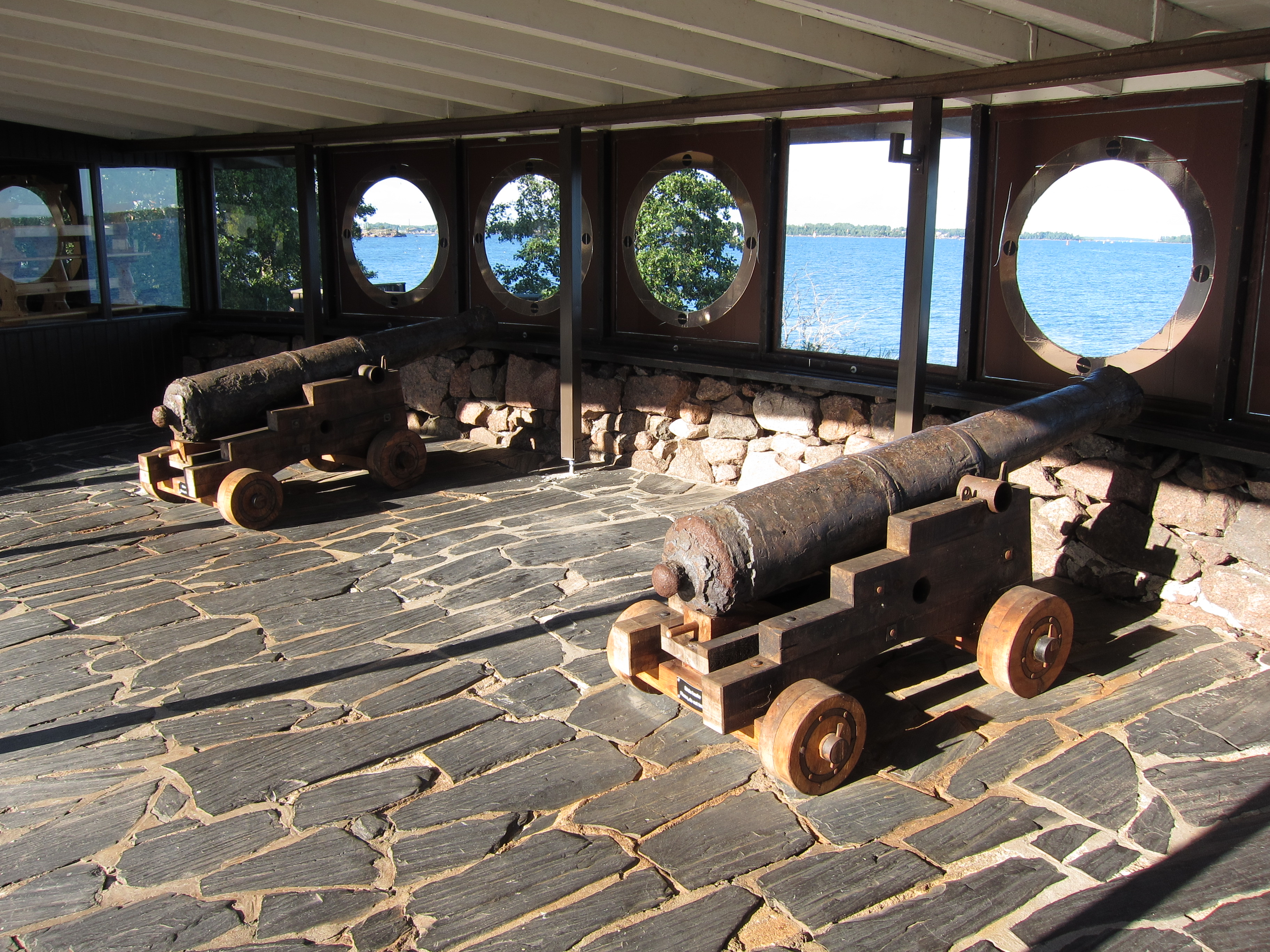
Летнее кафе «Fort Elisabeth» с пушками фрегата «Св. Николай»
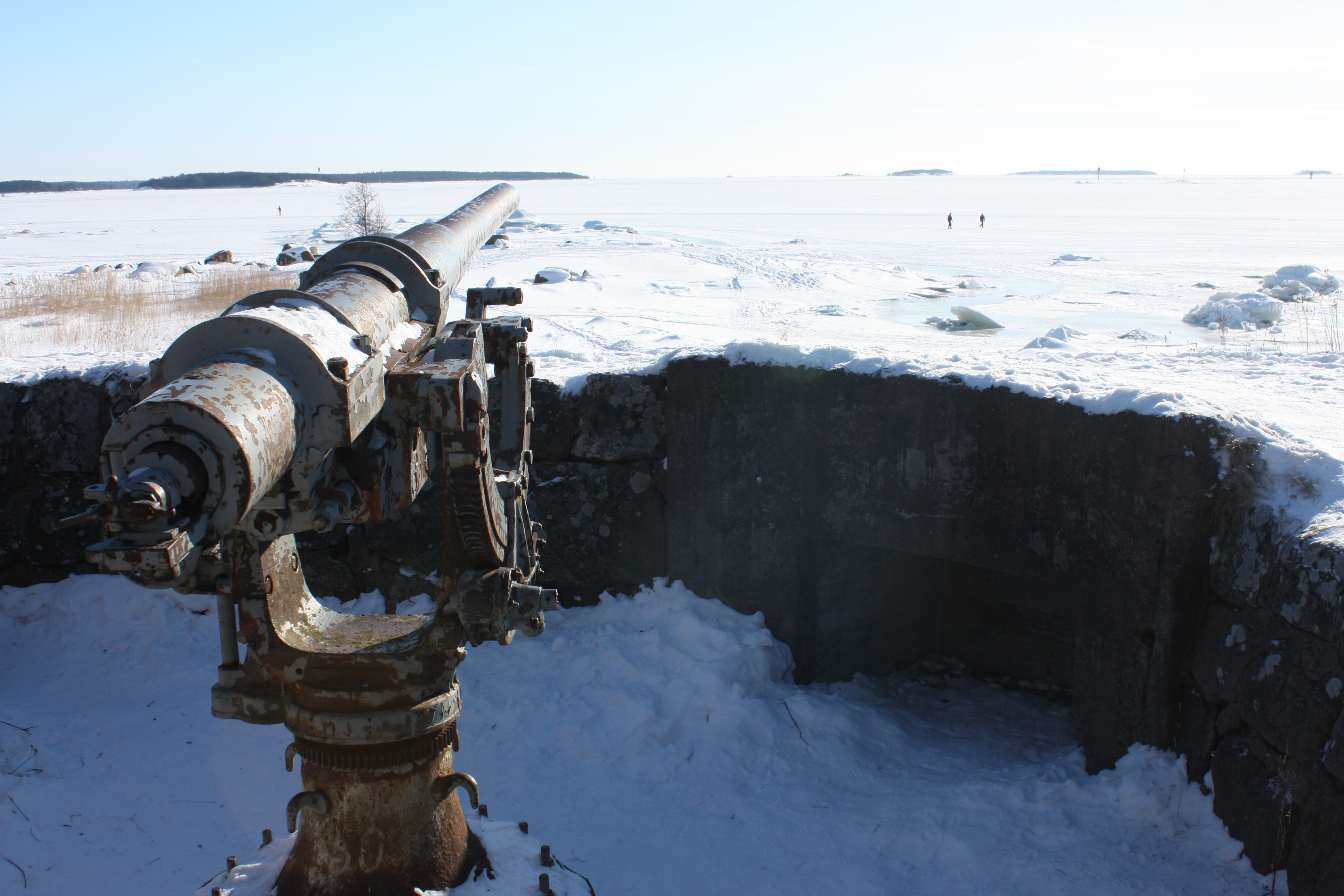
Зенитное орудие времён Второй мировой войны
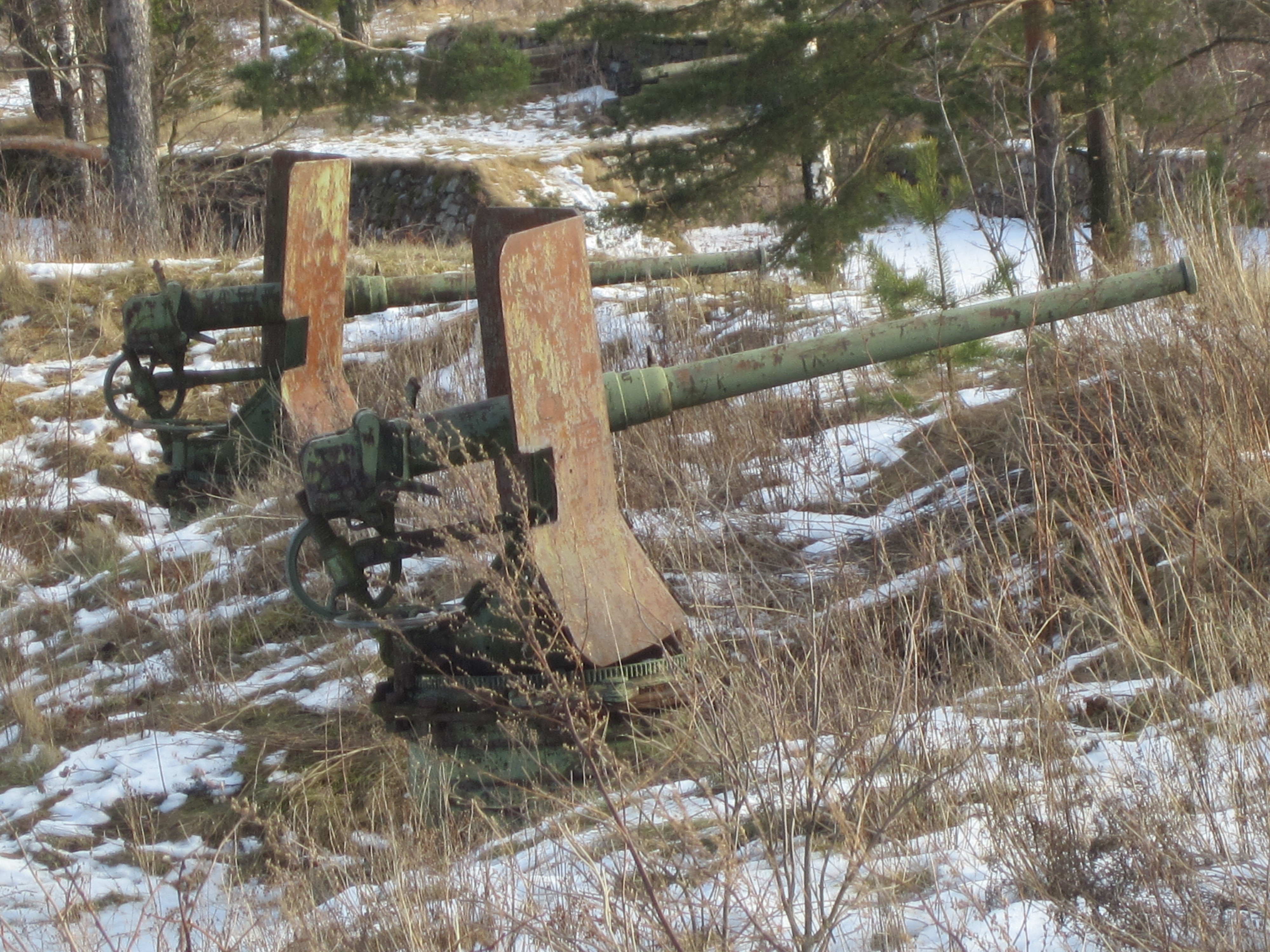
57-мм береговая батарея
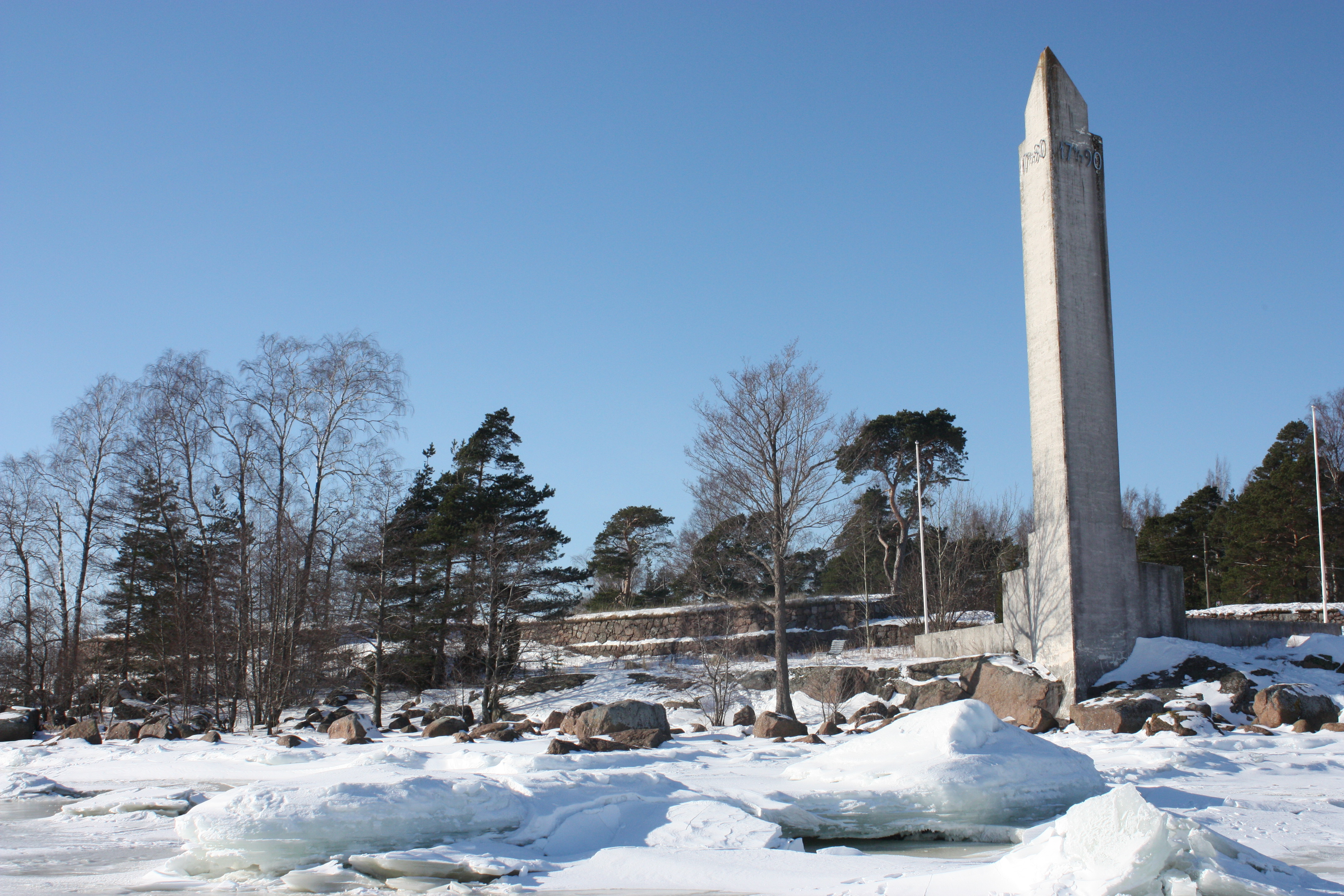
Мемориал морякам, погибшим во втором Роченсальмском сражении. Архитектор Хенрик Брун (Henrik Bruun), 1940